# Нижньогородська губернія
Нижньогородська губе́рнія — адміністративна одиниця колишньої Російської імперії, що містилася у центрі європейської частини.

## Історія
Губернія була утворена 1714 року з Казанської губернії. Проіснувала до 1929 року.

## Адміністративний поділ
На 1897 рік складалася із 11 повітів
- Ардатовський повіт
- Арзамаський повіт
- Балахнинський повіт (1921—1929 Городецький повіт)
- Васильсурський повіт
- Горбатовський повіт (1918—1929 Павловський повіт)
- Княгининський повіт
- Лукояновський повіт
- Макар'євський повіт (1920—1929 Лисковський повіт)
- Нижньогородський повіт
- Семеновський повіт
- Сергацький повіт

1918 року утворено Воскресенський повіт. 1921 року утворюються Виксунський, Починковський та Сормовський повіти. 1922 року зі складу Костромської губернії було передано Варнавинський та Ветлузький повіти та 6 волостей ліквідованого Ковернінського повіту, більшу частину Курмиського повіту Симбірської губернії та 4 волості Тамбовської губернії. Було утворено Канавинський робітничий район. 1923 року Ардатовський, Варнавинський, Васильсурський, Воскресенський, Княгиниський, Курмиський та Починковський повіти було ліквідовано, а також утворено Краснобаковський повіт.